# Jonathan Tropper
Jonathan Tropper, född 19 februari 1970, är en amerikansk författare, manusförfattare för film och tv. Utbildad lärare. Bosatt i New York.

## Film
2014 - This is where I leave you  (Baserad på boken Sju jävligt långa dagar)